# Sphaerodactylus monensis
Espèce
Synonymes
- Sphaerodactylus macrolepis var. monensis Meerwarth, 1901

Sphaerodactylus monensis est une espèce de geckos de la famille des Sphaerodactylidae.

## Répartition
Cette espèce se rencontre :
- sur les îles de Trinité et de Tobago ;
- au Guyana ;
- au Venezuela ;
- sur l'île de Mona dans le banc de Porto Rico.

## Étymologie
Son nom d'espèce, composé de mon[a] et du suffixe latin -ensis, « qui vit dans, qui habite », lui a été donné en référence au lieu de sa découverte : l'île de Mona.

## Publication originale
- Meerwarth, 1901 : Die westindischen Reptilien und Batrachier des naturhistorischen Museums In Hamburg. Mitteilungen der Naturhistorische Museum in Hamburg, vol. 18, p. 1-41 (texte intégral).